# Arquitectura del Barroco flamenco

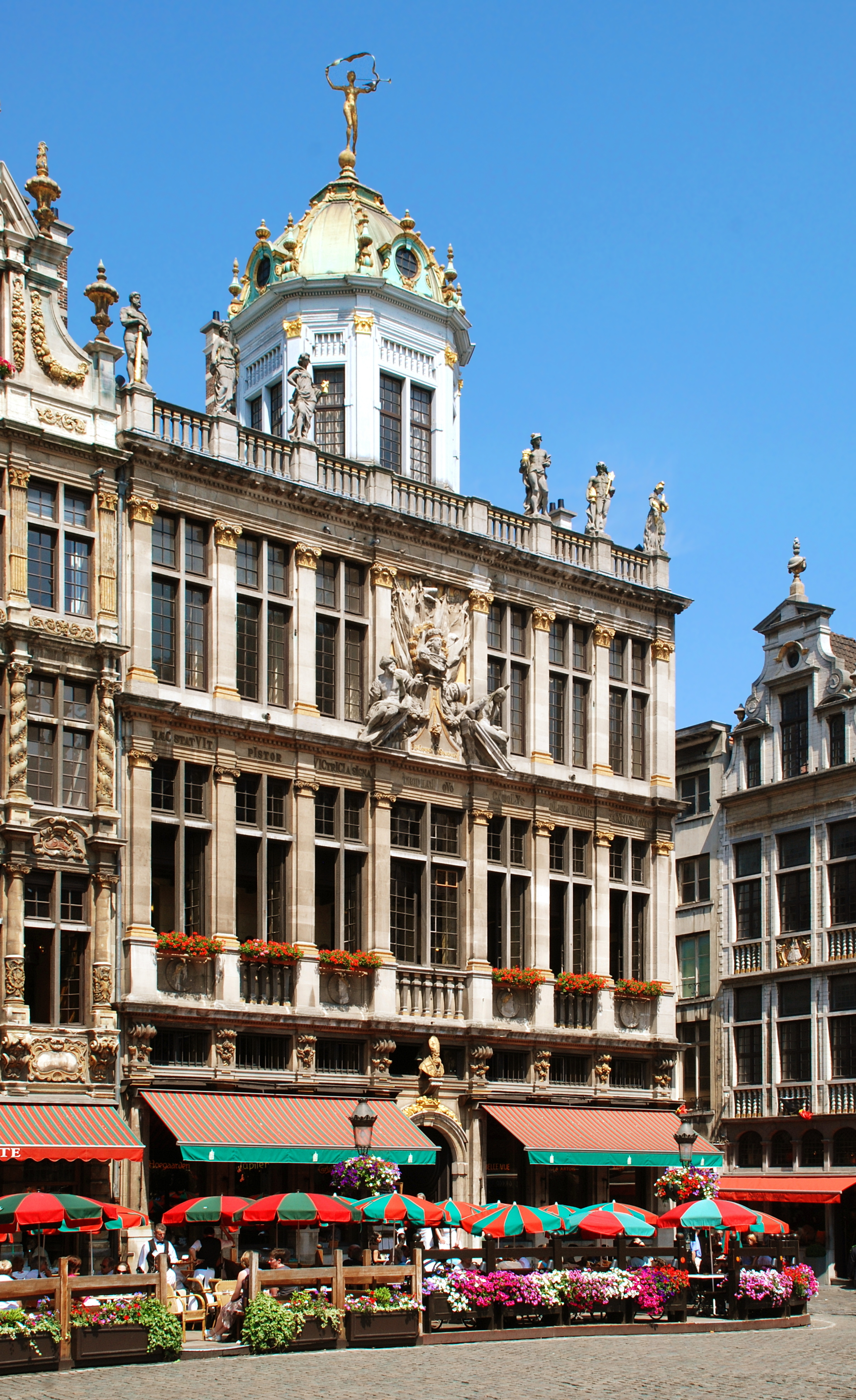
Maison du Roi d'Espagne en la Grand Place de Bruselas, 1697.

Arquitectura del Barroco flamenco es una denominación historiográfica para la arquitectura del Barroco en los Países Bajos de los Habsburgo o "Países Bajos del Sur", territorio denominado genéricamente como "Flandes", por oposición a los "Países Bajos del Norte" que se habían independizado, y con los que mantuvieron una clara diferencia tanto en lo político como en lo religioso (el Sur, católico, mantuvo una sociedad estamental, el Norte, protestante, protagonizó una de las primeras revoluciones burguesas).
Las formas artísticas también fueron claramente diferenciadas (Barroco flamenco frente a Barroco holandés), particularmente en pintura; aunque también en arquitectura. En el sur se emprendieron importantes proyectos en el espíritu de la Contrarreforma. En ellos, los floridos detalles decorativos están más estrechamente vinculados a la estructura, excluyendo así preocupaciones de superficialidad. 
El período de relativa paz y de crecimiento económico del gobierno de los archiduques Alberto e Isabel Clara Eugenia, entre 1596 y 1633, vio renacer la actividad constructiva. Las órdenes religiosas católicas fundaron numerosos conventos. Tanto el aumento de la población como el espíritu contrarreformista supuso un incremento en la construcción de nuevas parroquias. También de la arquitectura civil. El centro histórico de Bruselas, destruido por el bombardeo de 1695, se reconstruyó. Los arquitectos viajan a Italia e interpretan, adaptándolo, el Barroco italiano.

## Ejemplos
La abadía de Averbode (1667) es una remarcable convergencia de estética española, francesa e incluso holandesa. Otro ejemplo es la Iglesia de San Miguel (1650-1671) de Lovaina, de Willem Hesius (1650), con su exuberante fachada de compleja composición, que incluso agrega detalles escultóricos de inspiración francesa.
Entre los arquitectos flamencos de la época barroca estuvo Wenzel Coebergher (1560-1634), que aprendió en Italia, cuyas obras tienen inspiración en Jacopo Barozzi da Vignola y Giacomo della Porta. Su principal proyecto fue la basílica de Nuestra Señora de Scherpenheuvel (Scherpenheuvel-Zichem), que diseñó en forma de heptágono en el centro de una nueva ciudad.

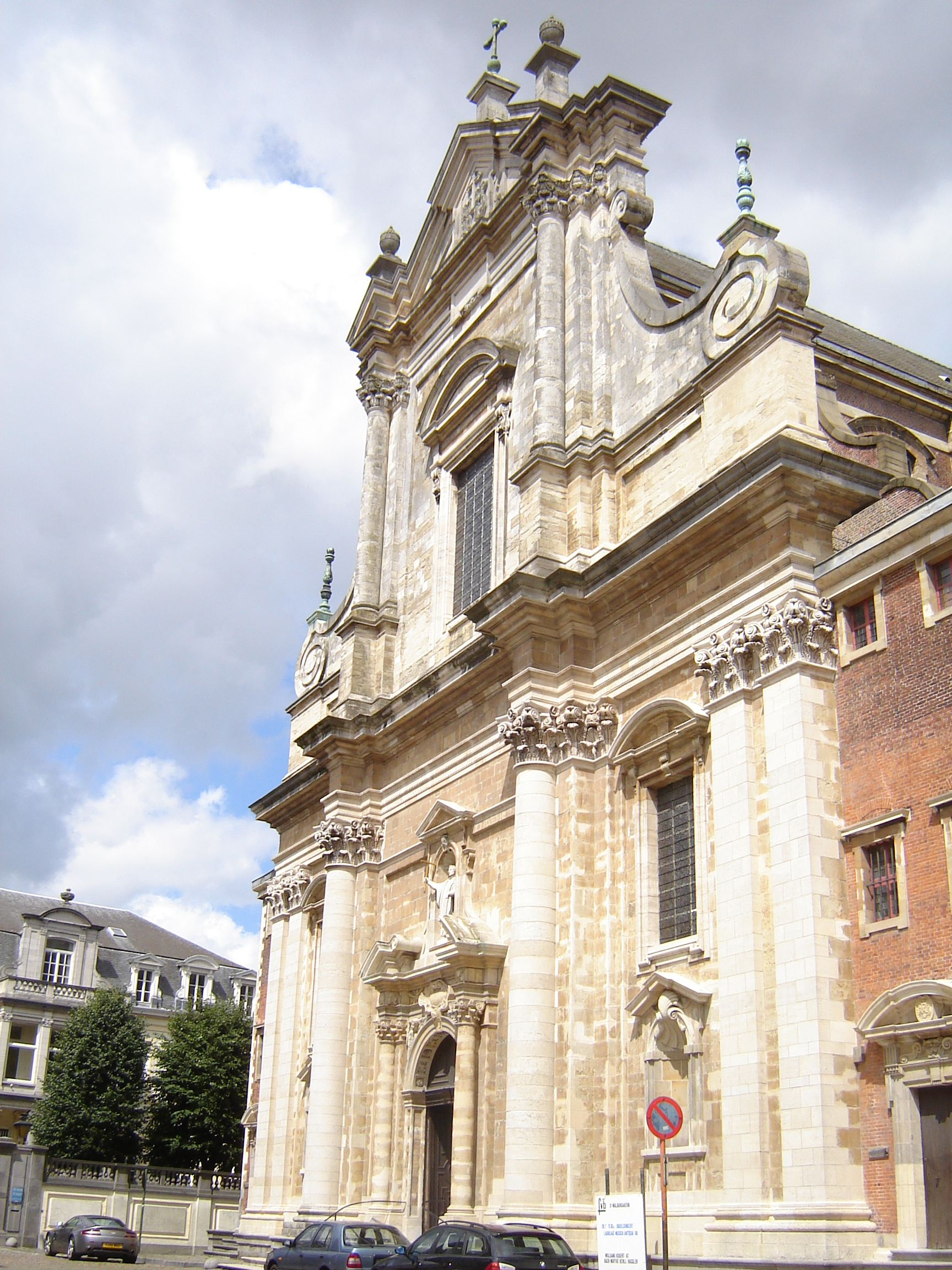
San Walpurgis (1619-1643) de Brujas, obra de Pierre Huyssens
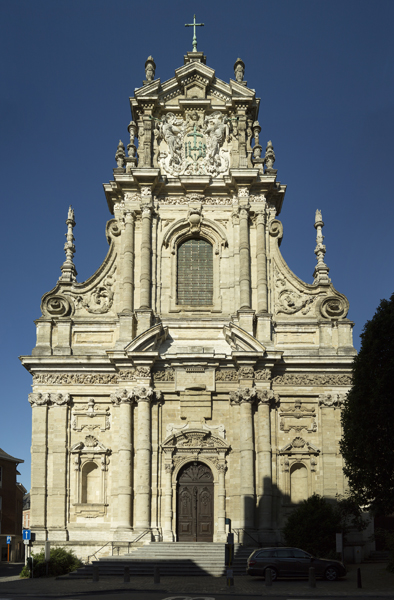
Iglesia de San Miguel (1650-1671) de Lovaina, obra de  Willem Van Hees (iglesia) y Jan Van Steen (fachada)
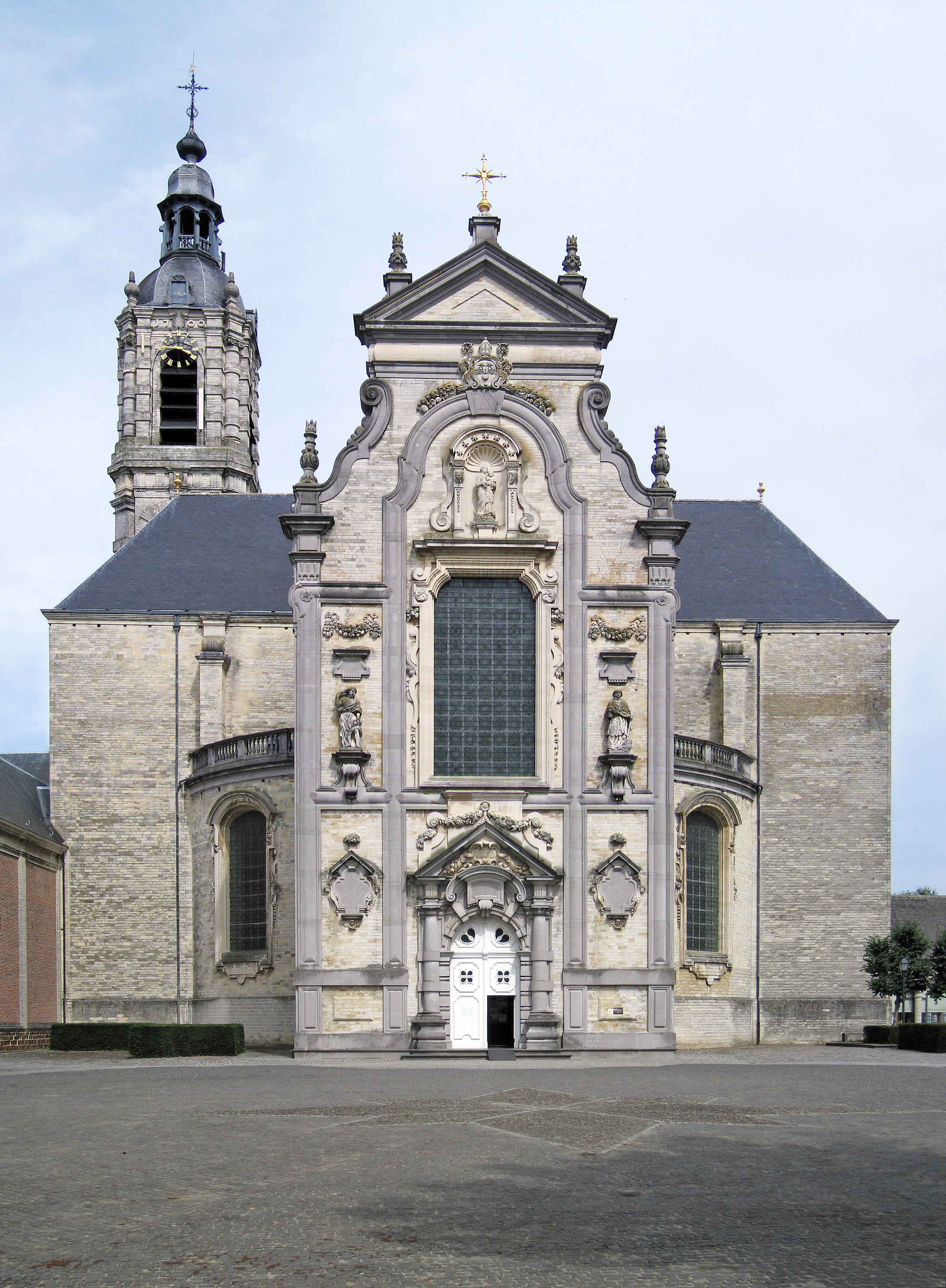
Abadía de Averbode
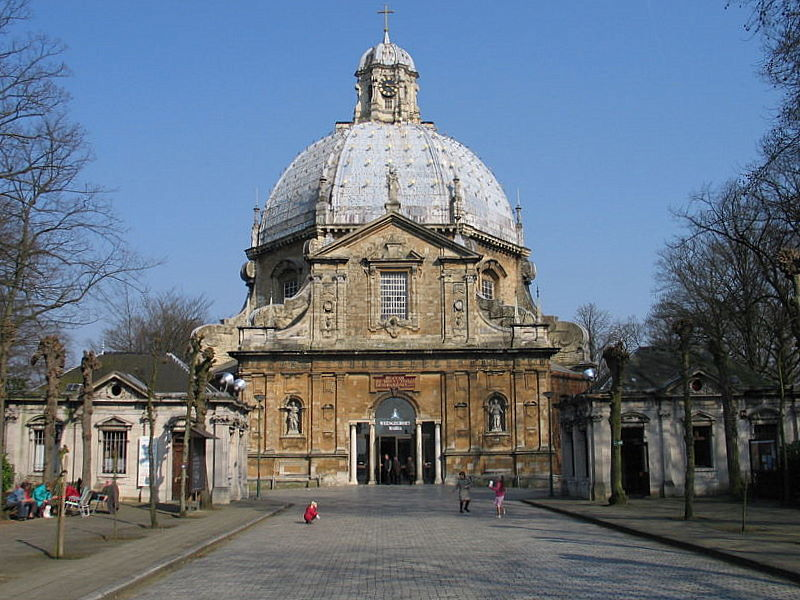
Basílica de Scherpenheuvel
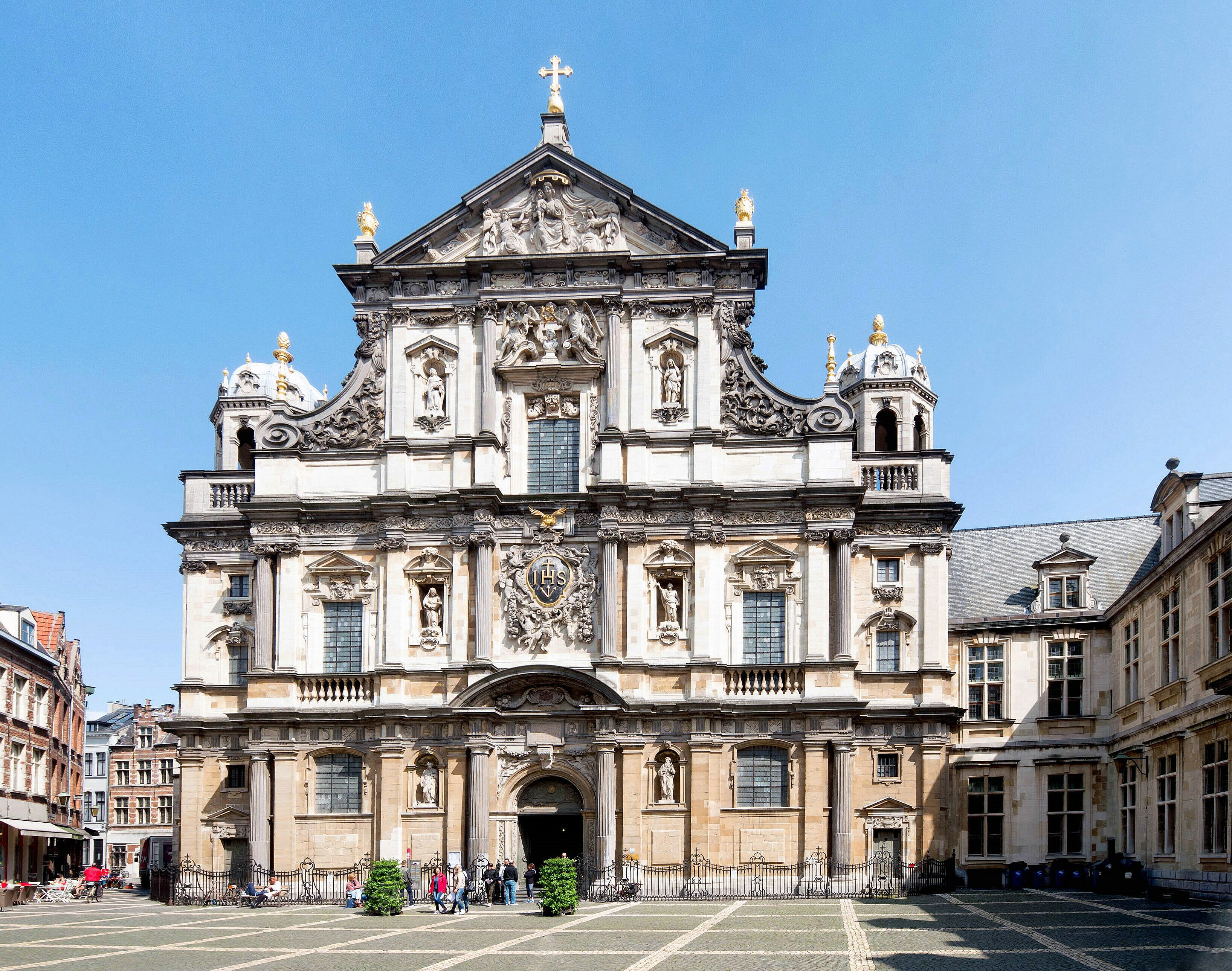
Iglesia de San Carlos Borromeo (1615-1621) de Amberes, obra de los arquitectos jesuitas François d'Aguilon y Pierre Huyssens

## Influencia de Rubens

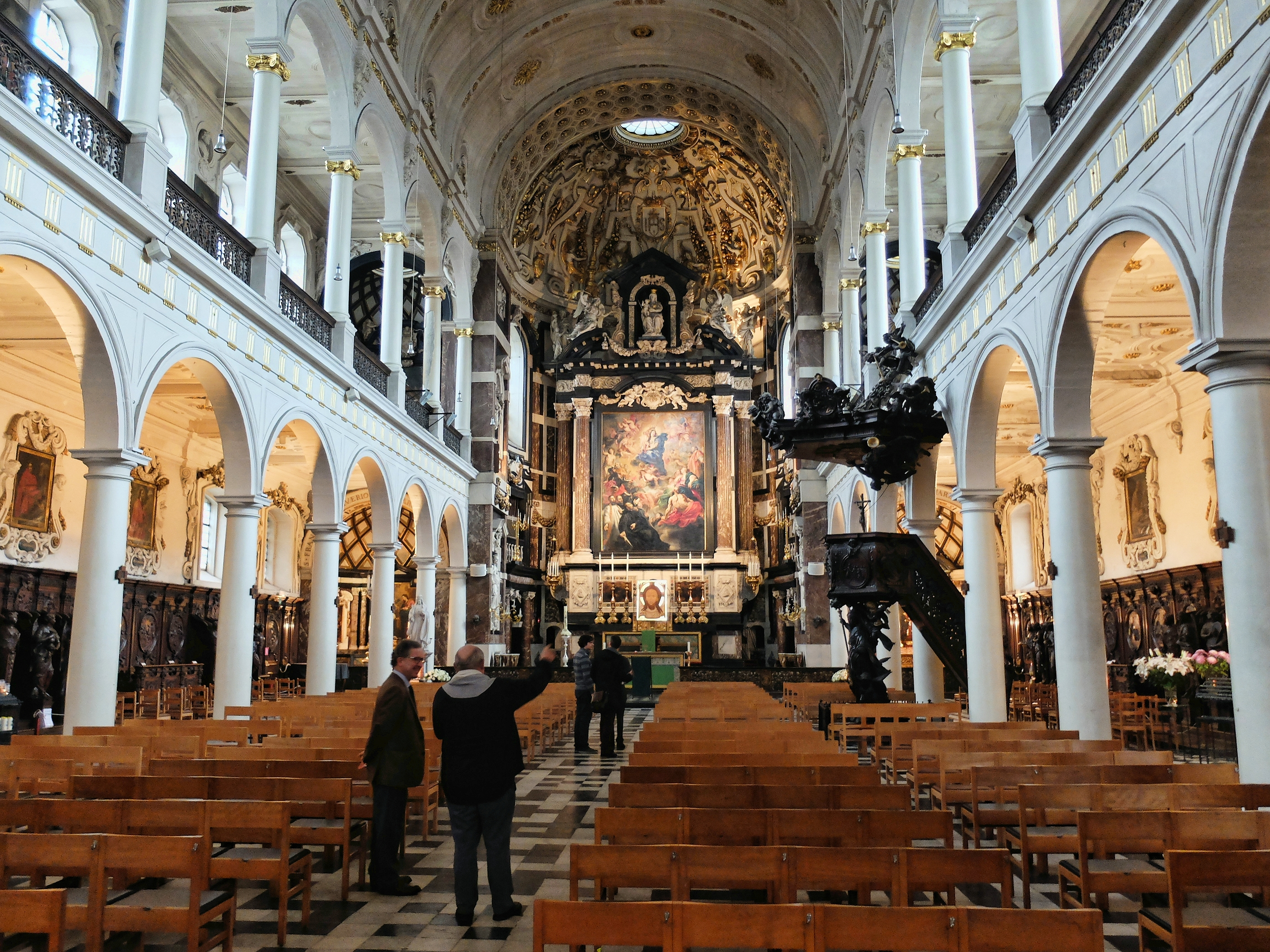
Interior de la iglesia de San Carlos Borromeo de Amberes.

La influencia del pintor Peter Paul Rubens sobre la arquitectura fue muy importante. Con su libro I Palazzi di Genova introdujo nuevos modelos italianos para la concepción de edificios civiles y elementos decorativos. Su propia casa en Amberes (Rubenshuis), particularmente el pórtico y el jardín son buenos ejemplos de su actividad arquitectónica. También contribuyó a la decoración de la iglesia jesuita de Amberes (luego, iglesia de San Carlos Borromeo, Carolus Borromeuskerk) donde introdujo el concepto barroco de integración de pintura y escultura en el programa arquitectónico.

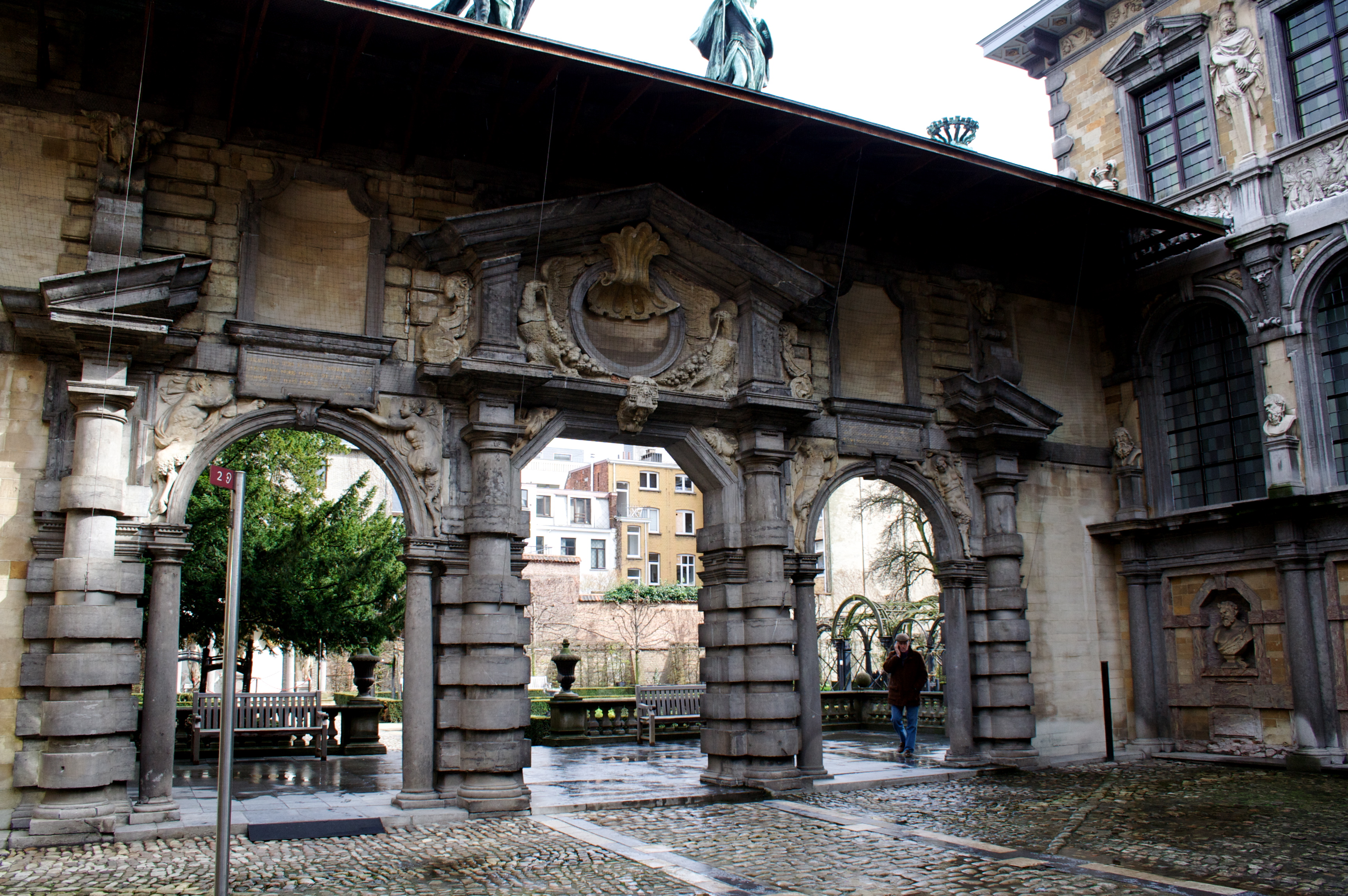
Pórtico de la Rubenshuis.